# Chuta Kimura
 (septembre 2016).
Chūta Kimura (木村 忠太, Kimura Chūta), né à Takamatsu le 25 février 1917 et mort le 3 juillet 1987 à Paris, est un peintre japonais du XXe siècle, peintre de paysages et pastelliste.

## Biographie
Chūta Kimura est issu d’une famille aisée, son père étant promoteur immobilier, et a pour ancêtre de célèbres samouraïs du XVIIIe siècle. Il grandit à Takamatsu, sur l’île de Shikoku dans le sud du Japon. Dès l’âge de 13 ans, en 1927, il étudie le dessin à l'école d'arts décoratifs de Takamatsu et découvre les fauves et Picasso. En 1936, il tente sa chance à l'école des beaux-arts de Tōkyō mais préfère retourner sur son île natale .
En 1937 il expose pour la première fois au Salon Dokuritu, mais il est mobilisé en Chine dans l'armée japonaise à Canton. Malgré la guerre et les difficultés, cette expérience chinoise est pour lui fondatrice. Démobilisé en 1940 il rentre au Japon, il est incapable de travailler n’ayant pas assez de ressources financières. Dès 1941, Kimura découvre au musée de Kurashiki une peinture de Pierre Bonnard, une scène de terrasse. Toujours dans les difficultés économiques il rejoint son frère à Kiushu. Il est à nouveau mobilisé en 1945 et envoyé dans le nord de la Chine.
La guerre terminée, en 1946, il recommence à exposer à Tokyo. Il découvre aussi de nouveaux tableaux de Bonnard. Il épouse la même année Sachiko Yunoki et travaille dans un studio que son père lui a construit. Le couple a décidé, ils viendront vivre en France. En mars 1953, après deux mois de voyage en bateau Kimura et sa femme sont enfin à Paris. 
En 1954 à Paris, il rencontre Jacques Zeitoun directeur de la galerie « Art Vivant » et les peintres Cottavoz, Fusaro, Bolin, Garbelle, Marfaing et Poliakoff, la directrice de la galerie Madame Oberlin, le prend en contrat mensuel impressionnée par sa force et sa conviction.
À partir de cette date les expositions personnelles se succèdent sans discontinuer à Lyon, Paris et New York dès 1958. En 1957, il expose à la Biennale de Paris qui avait lieu dans le Louvre.
En 1962 il quitte l'Hôtel Montparnasse qu’il occupe depuis 1953 pour habiter Châtenay-Malabry. En 1962 également, il rencontre le professeur d’esthétique de la Sorbonne Jean Grenier avec qui il se lie d'amitié et qui écrira différentes préfaces à ses catalogues. Il participe à de nombreux salons et expositions de groupe, tant en France qu'à l'étranger. Il montre ses œuvres dans des expositions personnelles depuis 1955: à Paris de 1955 à 1982; à New York 1958; Lyon 1959-1960; Tokyo de 1966 à 1983; Antibes 1969; Bruxelles 1974, 1976; Genève 1982... etc. De ses diverses admirations, celle de l'œuvre de Bonnard s'avère la plus forte après une période de peintures quasi naïves, rappelant l'imagerie de Bombois et traitées dans une facture pointilliste.
1963, l'État achète sa Peinture : « Jardin à Chatenay ». En 1965 la Galerie Kriegel le prend en contrat. Voyage en Méditerranée, Venise, Espagne. 1966, première exposition au Japon, il s’installe au Cannes « Au Clos-St Pierre » , il est profondément bouleversé par la lumière de la Provence. Il viendra y travailler régulièrement jusqu’à sa mort. 1974 exposition personnelle à la Galerie de France. Travaille avec la galerie Yomiuri France à Paris à partir des années 1980, publications de différentes monographies avec la préface de Jean-Dominique Rey. En 1984-85 exposition rétrospective se tient au musée The Phillips collection, Washington DC, États-Unis pour lequel est publié un catalogue.  Kimura s’éteint en 1987 à Paris.

## Son Art
Presque exclusivement peintre de paysages, où parfois apparaissent quelques silhouettes de personnages, il restitue aux paysages occidentaux les emprunts que les Nabis et Bonnard ont fait à l'art japonais, voyant le paysage parisien dans une lumière de gris doux et dorés relevés de lumières roses, et le paysage de l'Île-de-France baigné de rayons de soleil jaunes et orangés. Son principal biographe Jean Grenier en dit : « Son ambition est de dire la magnificence des choses à travers leur tumulte ». Alors que Kimura s'exprime sur son travail : « Je veux surtout peindre ce monde de lumière intérieure, dit-il..., faire surgir d'autres formes que la forme des objets. Il s'agit d'un impressionnisme de l'âme ». Pour ce faire, il utilise avec habileté, un langage moderne, il mêle empâtement, coulures, grattages, graffiti, aplats, conférant toute sa force à la couleur.
La peinture de Kimura est inspirée de la confrontation entre le peintre et les forces de la nature et de la lumière méditerranéenne qu'il dessine et ou il vit au "Clos St-Pierre" près de Cannes et qui sera le titre d'une séries de toiles.
Faite essentiellement de paysages peint à l’huile sur toile ou au pastel gras sur papier, l’œuvre de Kimura, présente une figuration allusive, ou l’on reconnaît un arbre, un vélo, une colline des arbres comme vu à travers une fenêtre. Les éléments sont peu identifiables, certains recouverts d’une couleur, souvent verte, jaune, orange ou blanc, écrasée au couteau avec énergie comme raclée, dans une texture singulière.
Un dessin noir ou bleu foncé circule comme une forme de graffitis par-dessus ou dedans formant les allusions. 
L’ensemble donne le sentiment du prolongement de la peinture de Bonnard, comme une forme impressionniste mais avec une forme d’amnésie, comme si le sujet était oublié, ou plutôt de dépouillement extrême, ou tout ce qui était inutile ou trop complexe était sacrifié pour faire apparaître l’émotion du peintre jusqu’au rétablissement d’une forme d’anamnése.
Arthur Danto, le critique d'art américain concevait son œuvre comme une forme d'éblouissement impressionniste.

## Collections publiques et musées
- Paris (Musée d'art moderne de la ville de Paris) :
  - Jardin de Chatenay.
- Paris (Fonds national d'art contemporain) :
  - La Maison du Clos Saint-Pierre.
- Tokyo Musée d'art moderne) :
  - Le Vallon.
- The Phillips Collection, Washington DC, USA
- Sens (Yonne) Orangerie des musées Exposition "Le Clos est le monde" du 3 juin au 18 septembre 2017.